# Mbalmayo
Mbalmayo – miasto w Kamerunie, w Regionie Centralnym, stolica departamentu Nyong-et-Soo. Liczy około 83,5 tys. mieszkańców.